# Islam Chahrour
Islam Chehrour, né le 20 mars 1990 à Zeboudja, dans la wilaya de Chlef, est un footballeur international algérien. Il évolue au poste de défenseur central à l'ASO Chlef.
Il compte 2 sélections en équipe d'Algérie depuis 2019.

## Biographie
Il a passé trois saisons au Paradou AC en inscrivant un seul but.

## Palmarès
- Finaliste de la Supercoupe d'Algérie en 2018 avec le CS Constantine.